# چروکی (آلاباما)
چروکی (به انگلیسی: Cherokee) شهری در شهرستان کولبرت ایالت آلاباما است که مساحت آن ۵٫۷۴ کیلومتر مربع است و در سرشماری سال ۲۰۱۰ میلادی، ۱٬۰۴۸ نفر جمعیت داشته و تراکم جمعیتی آن، ۱۸۲٫۵۸ نفر در هر کیلومتر مربع بوده است.